# Kuala Baru Sungai
Kuala Baru Sungai is een bestuurslaag in het regentschap Aceh Singkil van de provincie Atjeh, Indonesië. Kuala Baru Sungai telt 706 inwoners (volkstelling 2010).